# Kościół św. Katarzyny w Piasku Wielkim
Kościół św. Katarzyny w Piasku Wielkim – rzymskokatolicki kościół parafialny zlokalizowany w miejscowości Piasek Wielki (powiat buski, województwo świętokrzyskie).

## Historia
Według Jana Długosza świątynię zbudowano we wsi w 1108. W latach rozbicia dzielnicowego (możliwe, że na skutek najazdu Tatarów) obiekt został zniszczony (miejsce po nim nazywane jest przez miejscowych kościółkiem).
Obecny kościół został wzniesiony w 1340, a jego fundatorem był kasztelan krakowski Spicimir Leliwita. Parafia we wsi odnotowana została po raz pierwszy w 1373. Rody Gnoińskich herbu Warnia oraz Zaborowskich herbu Jastrzębiec (właścicieli okolicznych dóbr) przeszły na arianizm. Gnoiński sprofanował kościół, wjeżdżając doń na koniu, a następnie ograbił go z całości wyposażenia. Od 1558 do 1560 znajdował się tu zbór (najpierw kalwiński a potem ariański). Katolicy odzyskali świątynię po 1590 i na nowo ją konsekrowali. Zamurowali też wejście, przez które na koniu wjechał Gnoiński. W końcu XVIII wieku obiekt był zrujnowany, a wierni chodzili do świątyni w parafii Strożyska. Właściciel lokalnych ziem, książę Radziwiłł, zbudował wówczas dla mieszkańców drewnianą kaplicę, w której sprawowano nabożeństwa. W latach 1898–1902 parafianie (pod kierownictwem księdza Antoniego Jasińskiego) odbudowali i rozbudowali kościół do obecnej, neogotyckiej formy. Podczas przebudowy został on nieco obniżony.

## Architektura
Kościół reprezentuje styl neogotycki, jest murowany, ma prostokątną nawę z niższym i węższym prezbiterium, które jest zamknięte wielobocznie.

## Wyposażenie
Ołtarz św. Tekli (nawa północna) pochodzi z któregoś z kościołów w Wiślicy. Dwa ołtarze boczne (w tym jeden ze słynącym łaskami obrazem Matki Boskiej Częstochowskiej) pochodzą z XVIII wieku. W drugim wisi obraz św. Katarzyny, być może przemalowany z wizerunku św. Barbary. Ołtarz główny jest XIX-wieczny. Został on podarowany przez kościół św. Wojciecha w Kielcach. Zawiera on barokowy krucyfiks.
Pamiątką po Gnoińskich i Zaborowskich są drzwi z herbami rodowymi, prowadzące dziś z prezbiterium do zakrystii.

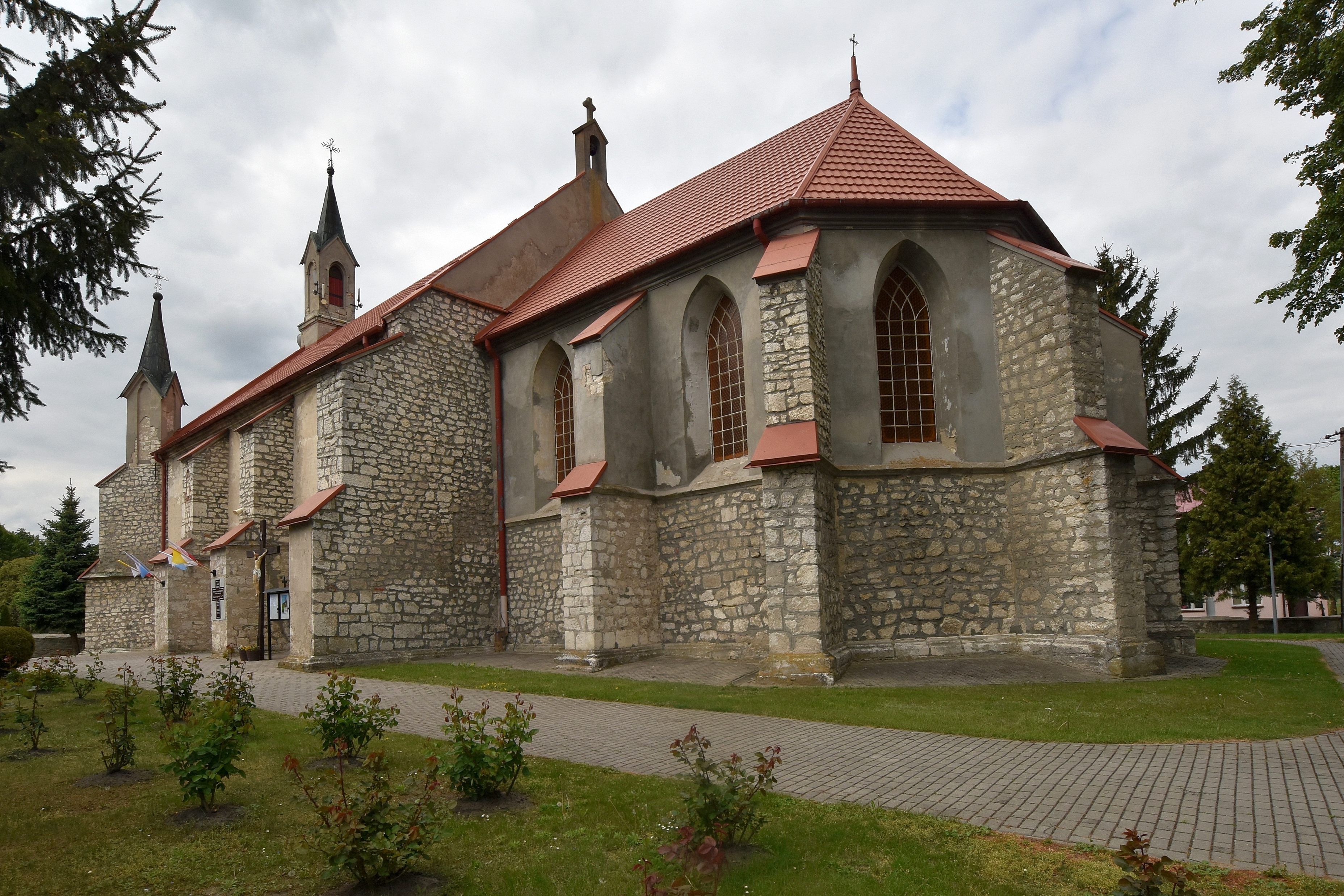
Widok od strony prezbiterium
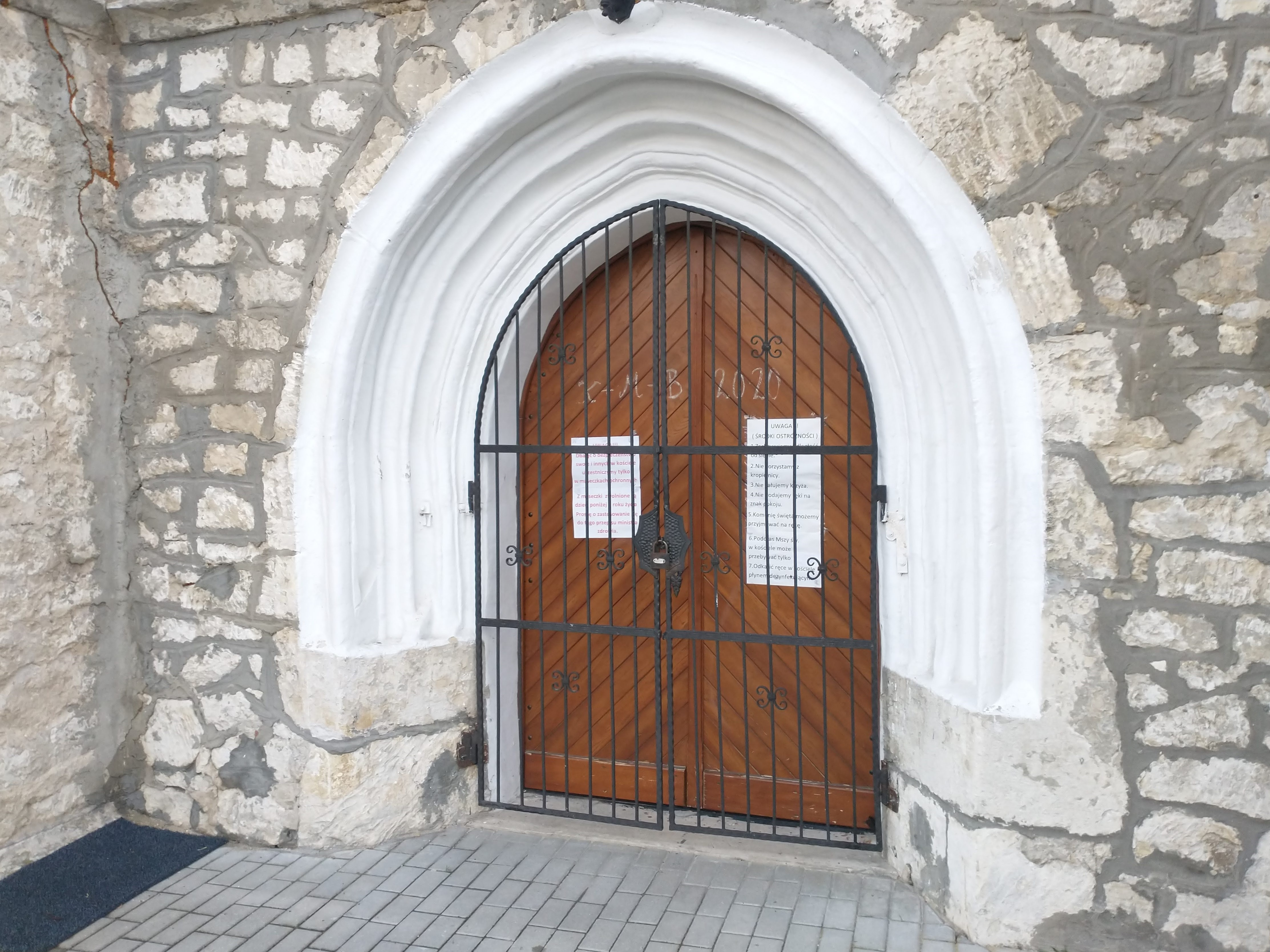
Portal wejściowy
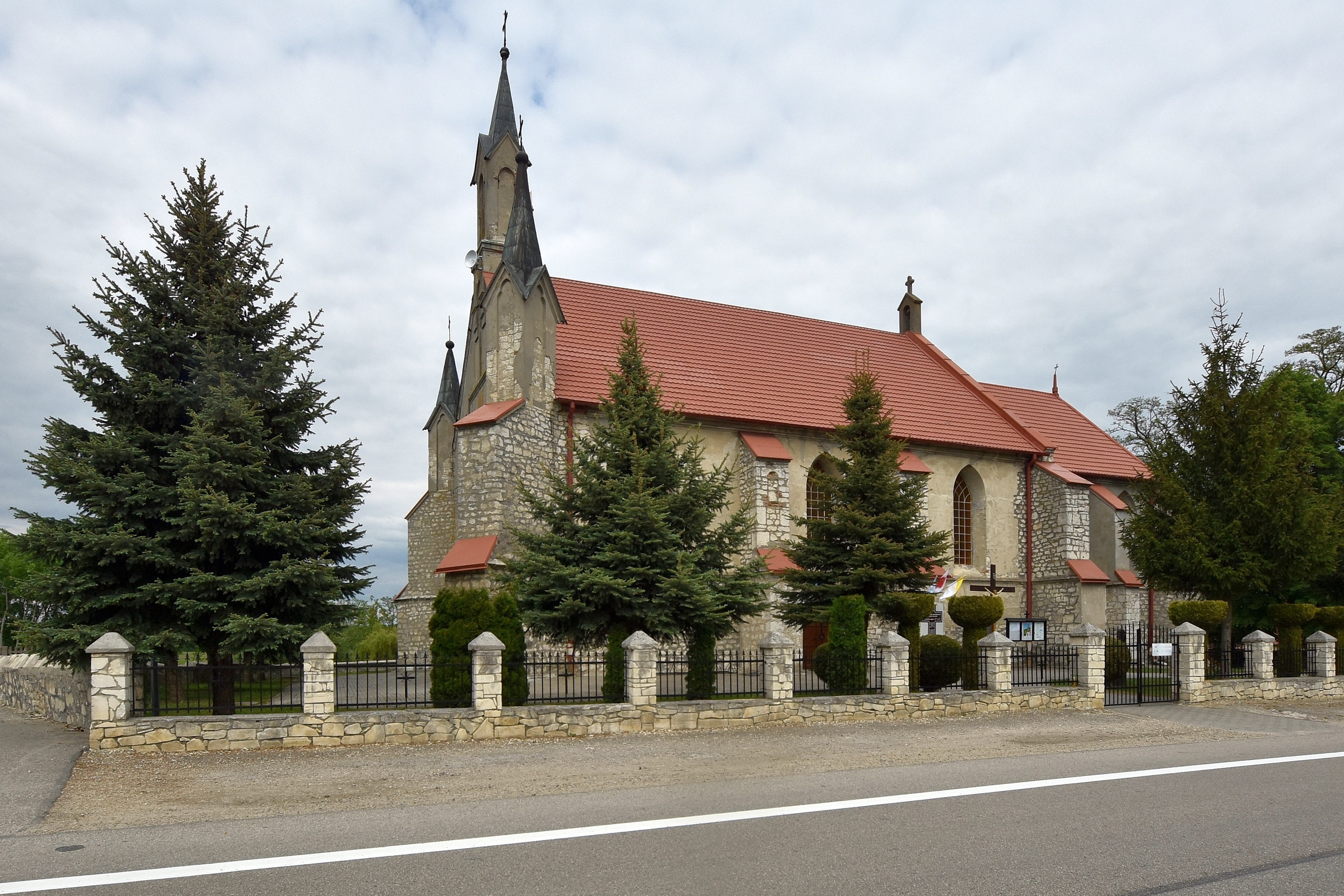
Widok od strony południowej